# Інанна
Інанна (шум.  INA NA, аккад. Іштар   INANA) — верховна богиня в шумерській міфології та релігії. Спочатку вважалася покровителькою продовольства, рясних врожаїв, родючості і кохання. Згодом культ цієї богині витіснив в Уруці культ бога Ану, і Інанна стала богинею перемоги, врожаю, правосуддя, покровителькою сімейного життя. Вважалася дочкою бога Місяця Нанни і богині Нінгаль — тобто, онукою Енліля і правнучкою Ану. Культове місце вшанування — Урук, де знаходився головний присвячений їй храм — Е-Ана.
Близько 2-го тисячоліття до н. е. культ тотожної аккадської Іштар поширився серед хурритів, мітаннійців та фінікійців (які переінакшили її на Астарту). Від Інанни походять древньогрецька Афродіта та древньоримська  Венера.
Вшанована на Поверсі спадщини Джуді Чикаго.

## Характер
В її характеристиці підкреслюються земні, людські, часто непривабливі риси. Вона підступна: опоює Енкі і обманом видобуває правові і ритуальні встановлення створені богами, непостійна у коханні.

## Сходження Інанни в Іркаллу

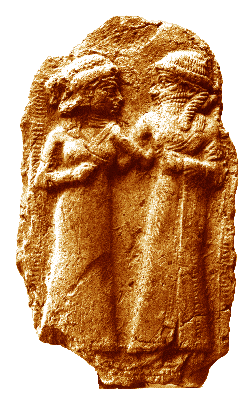
Інанна і Думузі.

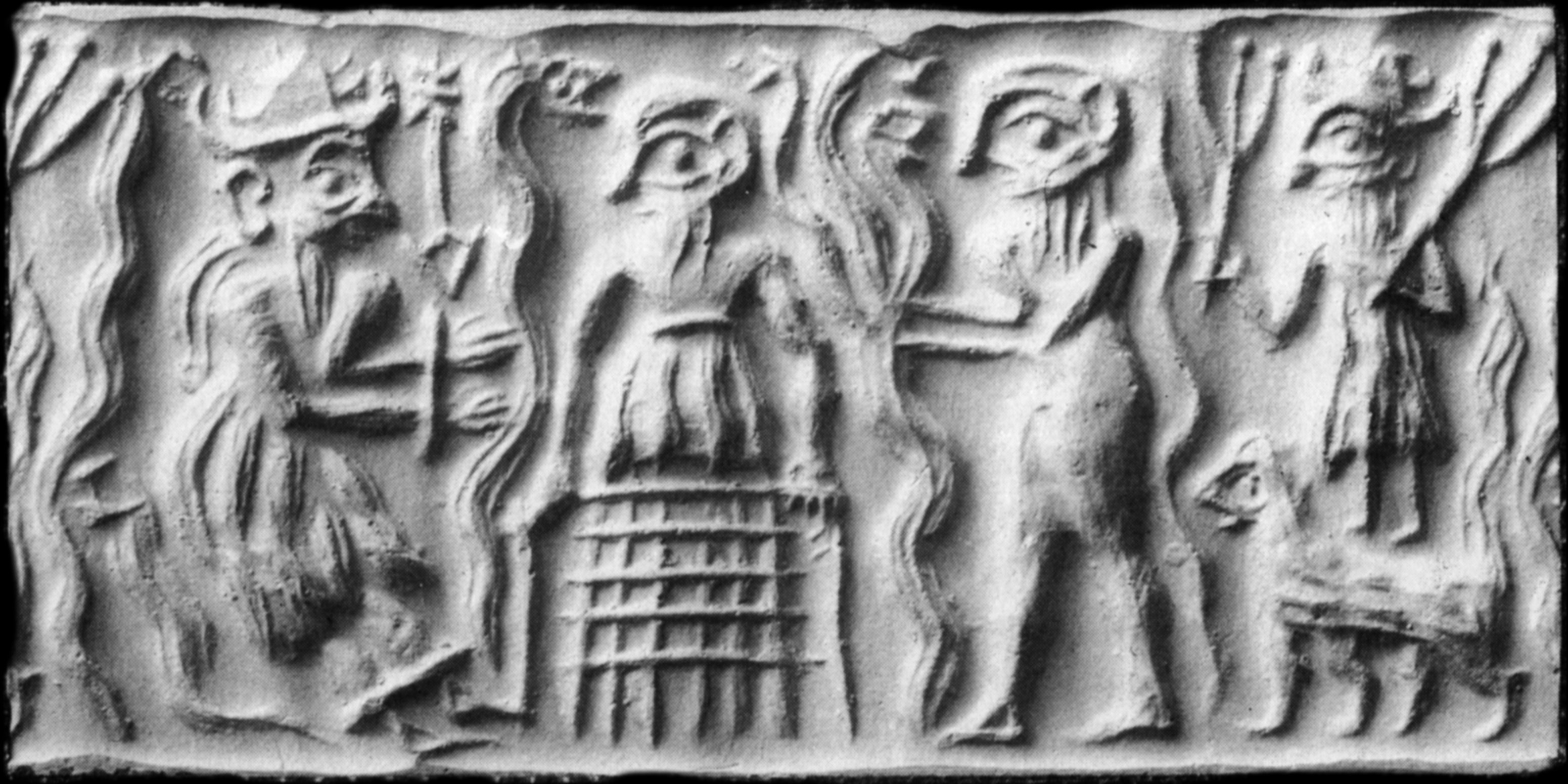
Демони хапають Думузі відбувати покарання у пеклі за діяння Інанни

Честолюбна Інанна вирішила спуститися до потойбічного світу Іркалли, володінь старшої сестри Ерешкігаль, аби забрати у неї владу. Їй вдається проникнути до її палацу, але під час перетинання Семи Врат пекла, вартовий знімає з неї сукню і прикраси, котрі додавали їй потуги.
| Інанна підійшла до храму з ляпіс-лазурі, де мешкала Ерешкігаль. Сторож Пекла Неті провів її через сім воріт, за кожними з яких Інанні довелося віддавати один зі своїх «предметів сили». І в неї, коли ввійшла, Вінець Едена — Шугур, зняв з голови. «Що це, що?» «Змирись, Інанна, всесильні закони підземного світу! Інанна, під час підземних обрядів мовчи!» І коли увійшла в другі ворота, Знаки панування і суду у неї відібрав. «Що це, що?» «Змирись, Інанна, всесильні закони підземного світу! Інанна, під час підземних обрядів мовчи!» І коли ввійшла вона в треті ворота, Намисто блакитне з шиї зняв. «Що це, що?» «Змирись, Інанна, всесильні закони підземного світу! Інанна, під час підземних обрядів мовчи!» І коли в четверті увійшла ворота, Подвійну підвіску з грудей її зняв. «Що це, що?» «Змирись, Інанна, всесильні закони підземного світу! Інанна, під час підземних обрядів мовчи!» І коли в п'ятому увійшла ворота, Золоті зап'ястя з рук її зняв. «Що це, що?» «Змирись, Інанна, всесильні закони підземного світу! Інанна, під час підземних обрядів мовчи!» І коли в шості увійшла ворота, Сітку «До мене, чоловік, до мене» з грудей її зняв. «Що це, що?» «Змирись, Інанна, всесильні закони підземного світу! Інанна, під час підземних обрядів мовчи!» І коли в сьому увійшла ворота, Пов'язку, вбрання володарок, з стегон зняв. «Що це, що?» «Змирись, Інанна, всесильні закони підземного світу! Інанна, під час підземних обрядів мовчи!» «Сходження Інанни в Іркаллу» |

До сестри вона дійшла повністю оголеною — позбавлена всіх своїх сил. Ерешкігаль, відчуваючи нечисті наміри молодшої, спрямовує на неї «погляд смерті», і тіло Інанни застигає. По закінченні трьох днів її відданий друг Нішубура, слідуючи повчанням, які Інанна надала йому перед відходом, сповіщає про лихо Енліля і Нанну-Сіна, але вони відмовляються втручатися, адже проникнувши в Країну Мертвих Інанна порушила закони. Проте Енліль потайки створює двох посильних і відправляє їх у пекло, забезпечуючи «їжею життя» і «живою водою». Вдавшись до хитрощів, вони оживляють «труп що висів на цвяху», і Інанна вже збиралась тікати, але Аннунаки її зупинили, мовивши: «Де це чувано, щоб той, хто зійшов в пекло, піднявся назад без шкоди? Якщо Інанна хоче піднятися, нехай надасть заміну!».
Інанна повертається на землю у супроводі загону демонів «галла»: вони повинні повернути її назад, якщо вона не віддасть їм на кару інше божество. Спочатку вони хотіли схопити Нішубуру, але Інанна їх зупинила. Вони йдуть до Ереху, де за її відсутності на троні править її чоловік Думузі: «Ось цей (говорить вона демонам), виведіть його!». Думузі благає шурина, бога сонця Уту, перетворити його на змія та втікає до своєї сестри Гештинанни. Там його хапають демони, піддають тортурам і забирають в пекло.
У міфі «Епос про Гільгамеша» змінює остаточно життя дикуна Енкіду, що до зустрічі з божеством жив поміж тварин. Сексуальні стосунки та пристрасть до вина роблять його вигнанцем з когорти друзів-тварин, також Енкіду стає на шлях вбивства царя Гільгамеша.